# Manabe (Klan)

Wappen der Manabe

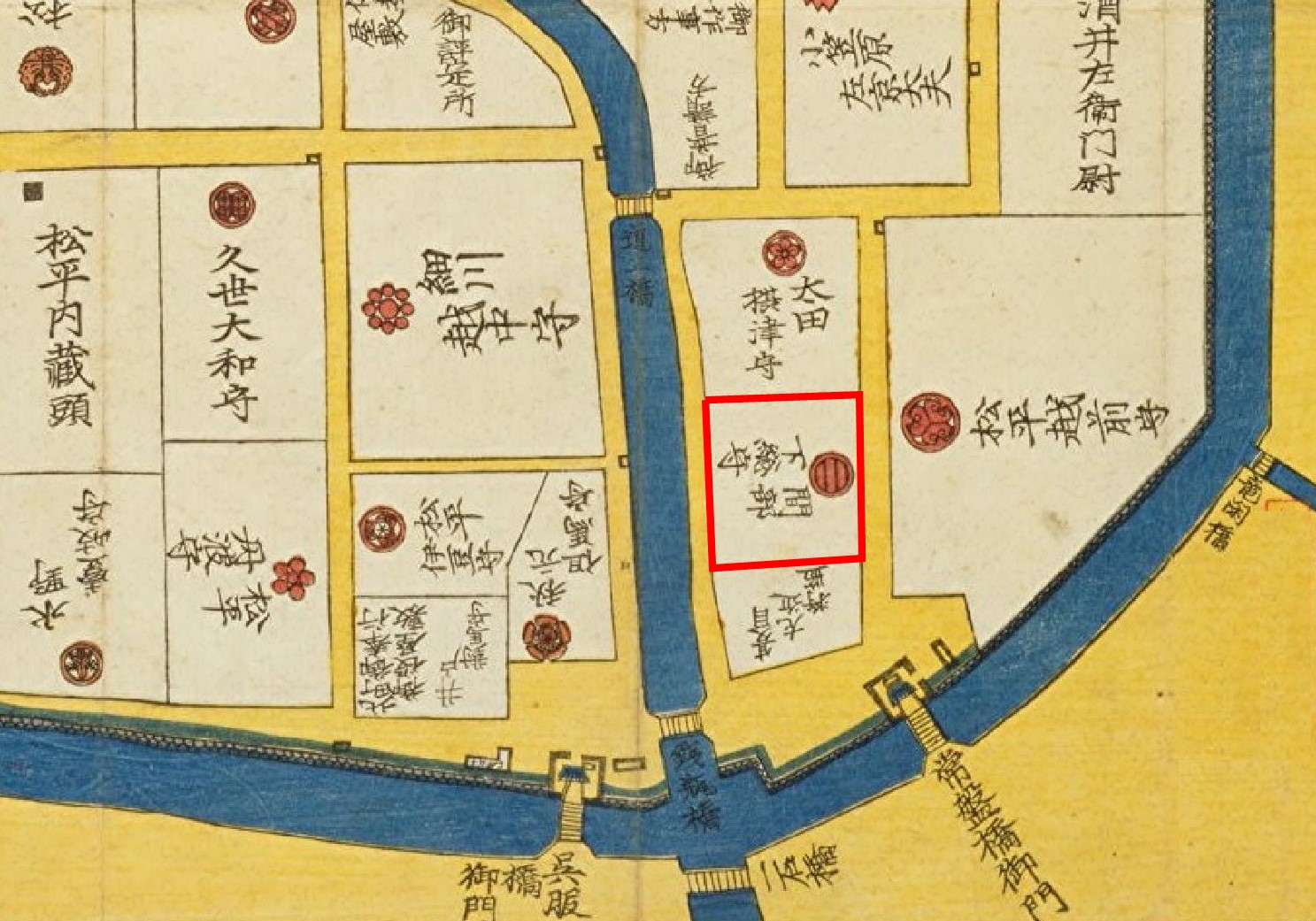
Manabe-Residenz in Edo.

Die Manabe (japanisch 間部氏, Manabe-shi) waren eine Familie des japanischen Schwertadels (Buke) aus der Provinz Mikawa, die sich von Fujiwara no Takafusa ableitete. Mit einem Einkommen von 40.000 Koku gehörten die in Sabae (Präfektur Fukui) residierenden Manabe zu den kleineren Fudai-Daimyō der Edo-Zeit.

## Genealogie
- Akifusa[A 1] (詮勝; 1666–1720) war der erste der Familie, der 1707 in den Daimyō-Rang erhoben wurde. 1710 erhielt er die Burg Takasaki (Kōzuke) mit 50.000 Koku und wechselte 1717 auf die Burg Murakami (Echigo).
- Akitoki (詮言; 1690–1724), Akifusas Sohn, wurde 1720 nach Sabae (Echizen) versetzt. Dort residierten in einem Festen Haus (jinya) die Manabe bis 1868.
- Akikatsu[A 2] (詮勝; 1802–1884) wurde Vizekanzler (Rōjū) und hatte damit einen der höchsten Posten im Bakufu. Er wurde im Oktober 1858 vom Kanzler (Tairō) Ii Naosuke nach Kyoto geschickt, um vor dem Tennō die politischen Ansichten des Bakufu und den Abschluss des Vertrags von Kanagawa zu verteidigen. Er war damit erfolgreich, auch mit der Genehmigung, das Shogunats gegen innere Feinde zu verteidigen. Nach der Ermordung Naosukes wurde er seines Postens enthoben und seine Einnahmen auf 40.000 Koku reduziert.
- Akimichi (詮道; 1853–1892) war der letzte Daimyō und nach 1868 Vizegraf.